# Lijst van alumni van de Rijksuniversiteit Leuven
Onderstaande lijst is een lijst van alumni van de Rijksuniversiteit Leuven.

## Lijst

### A

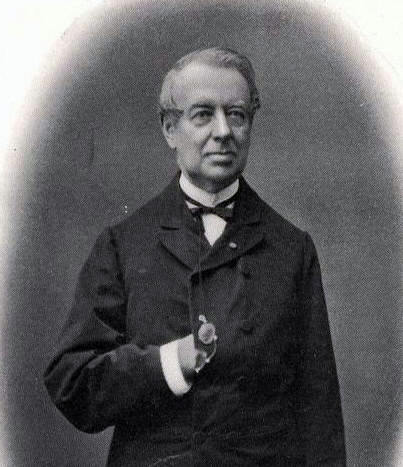
Jules Joseph d'Anethan

- Jules Joseph d'Anethan (1803-1888), eerste minister

### B
- Antoine Bemelmans (1800-1837), advocaat bij het Hof van Cassatie
- Karl Bernhardi (1799-1874), bibliothecaris
- Charles Blargnies (1793-1866), lid van het Nationaal Congres
- Adolphe Borgnet (1804-1875), historicus[1]
- Adolphe Bosquet (1801-1872), advocaat bij het Hof van Cassatie
- Adrien Bruneau (1805-1894), advocaat, ondernemer en senator

### C
- François-Joseph Cantraine (1801-1861), zoöloog
- François Cambrelin (1792-1881), chirurg[2]

### D

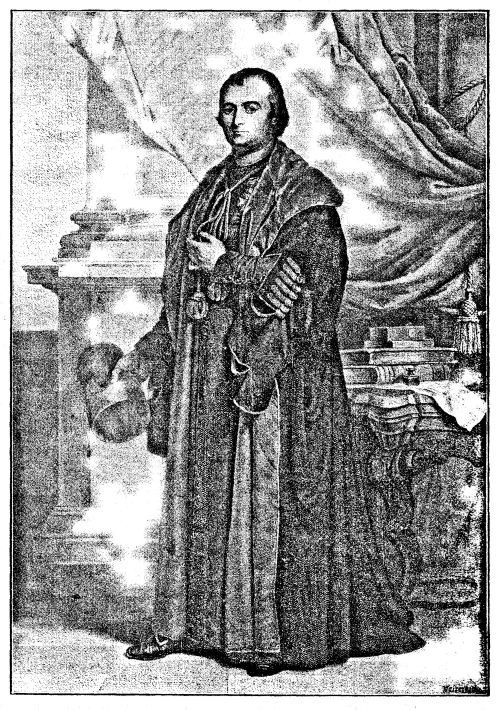
Pierre François Xavier de Ram

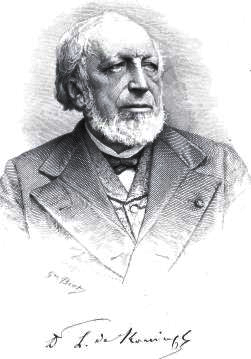
Laurent-Guillaume de Koninck

- Laurent-Guillaume de Koninck (1809-1887), paleontoloog
- Louis Delwarde (1801-1859), lid van het Nationaal Congres
- Pierre François Xavier de Ram (1804-1865), eerste rector magnificus van de Katholieke Universiteit van Mechelen en daarna van de Katholieke Universiteit Leuven

### E
- Pieter Ecrevisse (1804-1879), historicus en schrijver

### F
- Walthère Frère-Orban (1812-1896), eerste minister
- André-Napoléon Fontainas (1807-1863), volksvertegenwoordiger en burgemeester van Brussel

### G
- Alexandre Gendebien (1789-1869), lid van het Nationaal Congres
- Louis Goossens (1796-1851), jurist
- Jules Guérin (1801-1886), arts

### H
- Jean-Baptiste Edouard Haÿez (1804-1891), kolonel en volksvertegenwoordiger
- Jean-François Henot (1799-1865), rechter en volksvertegenwoordiger
- Alexis Hody (1807-1880), hoofd van de Openbare Veiligheid

### J
- Joseph Jouret (1805-1884), rechter en volksvertegenwoordiger

### L
- Louis Landeloos (1808-1873), volksvertegenwoordiger
- Emile Laubry (1808-1866), volksvertegenwoordiger
- François Laurent (1810-1887), jurist en historicus

### M

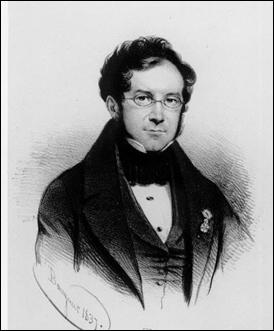
Ferdinand Meeûs

- Adolphe Mathieu (1804-1876), dichter en bibliotheekconservator[3]
- Henri Marcelis (1796-1859), jurist
- François Mascart (1806-1887), volksvertegenwoordiger
- Louis Mascart (1811-1888), volksvertegenwoordiger en arts
- Ferdinand Meeûs (1798-1861), bankier, lid van het Nationaal Congres en volksvertegenwoordiger
- Maximilien Michaux (1808-1890), senator, chirurg en hoogleraar
- Henri Moke (1802-1863), historicus en hoogleraar
- François Moncheur (1806-1890), minister

### N
- Guillaume Nélis (1803-1896), industrieel en volksvertegenwoordiger

### P
- Arsène Pigeolet (1814-1902), arts
- Charles Piot (1812-1899), algemeen rijksarchivaris
- Jean Pirmez (1795-1864), lid van het Nationaal Congres en volksvertegenwoordiger
- Sylvain Pirmez (1802-1876), senator
- Eugène Prévinaire (1805-1877), volksvertegenwoordiger en gouverneur van de Nationale Bank

### Q
- Ignace Quirini (1803-1861), volksvertegenwoordiger, hoogleraar en advocaat

### R
- Joseph Roulez (1806-1878), archeoloog[4]
- Adolphe Roussel (1809-1875), volksvertegenwoordiger en rechtsgeleerde

### S
- Theodoor de T'Serclaes de Wommersom (1809-1880), diplomaat, gouverneur en volksvertegenwoordiger
- Constant Serrure (1805-1872), hoogleraar en bibliofiel
- Théodore Smolders (1809-1899), advocaat en volksvertegenwoordiger
- Jean Stas (1813-1891), chemicus
- Charles Surmont de Volsberghe (1798-1840), lid van het Nationaal Congres

### T
- André Dieudonné Trumper (1794-1874), arts
- Henri Thyrion (1795-1860), volksvertegenwoordiger

### U
- André Uytterhoeven (1799-1868), chirurg en een van de stichters van de Vrije Universiteit Brussel[5]

### V

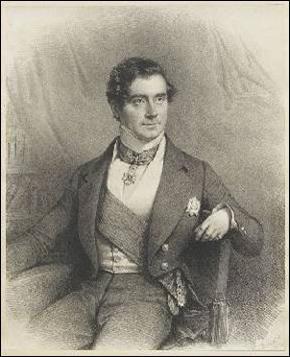
Sylvain Van de Weyer, oud student aan de Rijksuniversiteit Leuven.

- Pierre-Joseph van Beneden (1809-1894), paleontoloog en zoöloog
- Jean-Baptiste Van den Eynde (1803-1876), volksvertegenwoordiger en magistraat
- Alphonse Vandenpeereboom (1812-1884), minister en historicus
- Sylvain Van de Weyer (1802-1874), eerste minister, ambassadeur
- August Van Dievoet (1803-1865), rechtshistoricus
- Louis Van Nieuwenhuyse (1799-1870), volksvertegenwoordiger
- Hippoliet Van Peene (1811-1864), arts en auteur van de tekst van De Vlaamse Leeuw
- François Joseph Verhaegen (1800-1848), advocaat bij het Hof van Cassatie
- Jean-François Vleminckx (1800-1876), volksvertegenwoordiger en arts